# Svarttjärnen (Torps socken, Medelpad, 694219-153731)
Svarttjärnen är en sjö i Ånge kommun i Medelpad och ingår i Ljungans huvudavrinningsområde.